# Tournoi de beach-volley de Saint-Pétersbourg
Le Tournoi de beach-volley de Saint-Pétersbourg est l'une des manches à avoir été inscrite au calendrier du World Tour, le circuit professionnel mondial de beach-volley, sous l'égide de la Fédération internationale de volley-ball (FIVB).
La compétition se tient à quatre reprises entre 1994 et 2007 dans la ville russe de Saint-Pétersbourg.

## Éditions
| # | Année | Date messieurs        | Date dames              | Catégorie    | Site                      | Diffuseur TV       |
| - | ----- | --------------------- | ----------------------- | ------------ | ------------------------- | ------------------ |
| 1 | 1994  | 23–28 juillet         | 23–28 juillet           | Tournoi Open | ...                       | ...                |
| 2 | 2005  | 06–10 juillet         | 05–09 juillet           | Tournoi Open | Forteresse Pierre-et-Paul | RTR Sport Sport TV |
| 3 | 2006  | 19–23 juillet         | 18–22 juillet           | Tournoi Open | Forteresse Pierre-et-Paul | Sport TV           |
| 4 | 2007  | 29 août – 2 septembre | 28 août – 1er septembre | Tournoi Open | Forteresse Pierre-et-Paul | Sport TV           |

## Palmarès

### Messieurs
| Année | Vainqueurs                            | Finalistes                          | Troisième place                   |
| ----- | ------------------------------------- | ----------------------------------- | --------------------------------- |
| 1994  | Jan Kvalheim et Björn Maaseide        | Carlos Briceno et Jeff Williams     | Bruk Vandeweghe et Sinjin Smith   |
| 2005  | Emanuel Rego et Ricardo Santos        | Marcio Araujo et Fabio Luiz         | Tande et Franco                   |
| 2006  | Marcio Araujo et Fabio Luiz           | Julius Brink et Christoph Dieckmann | Gijs Ronnes et Jochem De Gruijter |
| 2007  | Pedro Solberg et Harley Marques Silva | Igor Kolodinsky et Dmitri Barsouk   | Marcio Araujo et Fabio Luiz       |

### Dames
| Année | Vainqueurs                                    | Finalistes                                        | Troisième place                    |
| ----- | --------------------------------------------- | ------------------------------------------------- | ---------------------------------- |
| 1994  | Karolyn Kirby et Liz Masakayan                | Mônica Rodrigues et Adriana Samuel                | Barbra Fontana et Lori Forsythe    |
| 2005  | Larissa França et Juliana Felisberta da Silva | Talita Antunes da Rocha et Renata Martins Ribeiro | Ana Paula Connelly et Leila Barros |
| 2006  | Larissa França et Juliana Felisberta da Silva | Zhang Xi et Xue Chen                              | Shelda Bede et Adriana Behar       |
| 2007  | Larissa França et Juliana Felisberta da Silva | Jennifer Kessy et April Ross                      | Nicole Branagh et Elaine Youngs    |

## Tableau des médailles
| Nation     | Or | Argent | Bronze | Total |
| ---------- | -- | ------ | ------ | ----- |
| Brésil     | 3  | 1      | 2      | 6     |
| Norvège    | 1  | –      | –      | 1     |
| États-Unis | –  | 1      | 1      | 2     |
| Allemagne  | –  | 1      | –      | 1     |
| Russie     | –  | 1      | –      | 1     |
| Pays-Bas   | –  | –      | 1      | 1     |

| Nation     | Or | Argent | Bronze | Total |
| ---------- | -- | ------ | ------ | ----- |
| Brésil     | 3  | 2      | 2      | 7     |
| États-Unis | 1  | 1      | 2      | 4     |
| Chine      | –  | 1      | –      | 1     |